# مصنع روكي فلاتس
كان مصنع روكي فلاتس مجمعًا صناعيًا أمريكيًا أنتج قطع الأسلحة النووية في غرب الولايات المتحدة، بالقرب من دنفر، في ولاية كولورادو. كانت المهمة الرئيسية للمنشأة هي تصنيع مغلفات من البلوتونيوم (كرة البلوتونيوم)، والتي تُشحن إلى منشآت أخرى لتدخل في تركيب الأسلحة النووية. عمل المجمع من عام 1952 إلى عام 1992، وكان تحت إدارة هيئة الطاقة الذرية الأمريكية (إيه إي سي)، ومن ثم وزارة الطاقة الأمريكية (دي أو إي) في عام 1977. 
توقف إنتاج كرة البلوتونيوم في عام 1989 بعد أن داهم عملاء الـ إف بي آي والـ إي بي إيه المنشأة وأُغلق المصنع رسميًا في عام 1992. واعترف مشغلو المصنع (روكويل) فيما بعد بارتكاب انتهاكات جنائية للقانون البيئي. في ذلك الوقت، كانت الغرامة المفروضة إحدى أكبر العقوبات على الإطلاق تتعلق بقضية قانونية بيئية. 
بدأ التطهير في أوائل التسعينيات، وحقق الموقع شروط الإغلاق التنظيمي في عام 2006. أوقف التطهير بعد أن هُدم أكثر من 800 بناء، وأُزيل أكثر من 21 طناً من المواد التي تدخل في صناعة الأسلحة، وأكثر من 1.3 مليون متر مكعب من النفايات، وعُولج أكثر من 16 مليون غالون من الماء. وشُيدت أربعة أنظمة لمعالجة المياه الجوفية. اليوم، اختفى مصنع روكي فلاتس. يتألف موقع المنشأة السابقة من منطقتين متميزتين: المنطقة (1) «وحدة التشغيل المركزية» (بما في ذلك المنطقة الصناعية السابقة)، والتي لا تزال محظورة على العامة كموقع يخضع للقانون المتعلق بالاستجابة البيئية الشاملة والتعويض والمسؤولية (سيركلا) «قانون الصندوق الكبير ويعرف أيضًا بقانون الاستجابة البيئية الشاملة» وتملك الموقع وزارة الطاقة الأمريكية وتديره، والمنطقة (2) محمية روكي فلاتس القومية للحياة البرية، التي تملكها المؤسسة الأمريكية للأسماك والحياة البرية وتديرها. حُددت المحمية (التي تُعرف أيضًا باسم «وحدة التشغيل المحيطية») كمحمية مناسبة للاستخدام غير المقيد. كل خمس سنوات، تقوم وزارة الطاقة الأمريكية ووكالة حماية البيئة الأمريكية ومديرية الصحة العامة والبيئة في كولورادو بمراجعة البيانات البيئية والمعلومات الأخرى لتقييم ما إذا كان الإصلاح يعمل على النحو المنشود. نتج عن المراجعة الخمسية الأخيرة للموقع، التي صدرت في أغسطس 2017، أن الموقع الذي جرى إصلاحه آمن لصحة الإنسان والبيئة. 

## نبذة تاريخية

### خمسينيات القرن العشرين
بعد الحرب العالمية الثانية، زادت الولايات المتحدة إنتاج الأسلحة النووية. اختارت إيه إي سي شركة داو كيميكال لإدارة منشأة الإنتاج. اختير للمنشأة موقع مساحته 4 أميال مربعة (10 كيلومتر مربع) على بعد حوالي 15 ميلاً (25 كيلومتر) شمال غرب دنفر على هضبة كثيرة الرياح تدعى روكي فلاتس. في 10 يوليو 1951، وضع حجر الأساس للمبنى الأول في المنشأة. ذكرت تقارير إخبارية معاصرة أن الموقع لن يستخدم لإنتاج قنابل نووية، ولكن قد يستخدم لإنتاج مكونات اليورانيوم والبلوتونيوم للاستخدام في الأسلحة النووية.
في عام 1953، بدأ المصنع في إنتاج عناصر القنابل، وتصنيع كرات البلوتونيوم التي استخدمت في مصنع بانتكس في أماريلو في ولاية تكساس لتركيب الأسلحة النووية الانشطارية وفي المراحل الأولية لتصنيع الأسلحة النووية الحرارية. بحلول عام 1957، توسع المصنع إلى 27 مبنى.
في 11 سبتمبر 1957، وقع حريق من البلوتونيوم في أحد صناديق القفازات المستخدمة للتعامل مع المواد المشعة، واشتعلت القفازات المطاطية والنافذة الزجاجية للصندوق. يعتبر البلوتونيوم المعدني تلقائي الاشتعال خطرًا مسببًا للحرائق، تحت الظروف المناسبة يمكن أن يشتعل في الهواء في درجة حرارة الغرفة. أسفر الحادث عن تلوث المبنى 771، وإطلاق البلوتونيوم في الغلاف الجوي، وتسبب بخسائر حوالي 818,600 دولار. رُكبت محرقة للنفايات الملوثة بالبلوتونيوم في المبنى 771 عام 1958.
وجدت براميل من النفايات المشعة تتسرب إلى حقل مفتوح في عام 1959. ولم يُعلن عن ذلك علانيةً حتى عام 1970 عندما كُشف عن جزيئات محمولة بالهواء في دنفر.

### ستينيات القرن العشرين
طوال الستينيات، استمر المصنع في التوسع وإضافة المباني. جلبت الستينيات أيضًا المزيد من التلوث للموقع. في عام 1967، خُزن 3500 برميل (560 مترًا مربعًا) من مواد التشحيم والمذيبات الملوثة بالبلوتونيوم في الرقعة 903. عُثر على عدد كبير منها يتسرب، وأصبحت التربة منخفضة التلوث مصدرًا لنقل الجزيئات من هذه المنطقة عبر الرياح. وغُطيت هذه الرقعة بالحصى ورُصفت بالأسفلت عام 1969.
شهد 11 مايو 1969 حريقًا كبيرًا في صندوق قفازات في المبنى 776/777. كان هذا أكثر حادث صناعي مُكلف حدث في الولايات المتحدة حتى ذلك الوقت. استغرق التطهير من الحادث عامين وأدى إلى تحسينات في سلامة الموقع، بما في ذلك أنظمة رش الحرائق وجدران الحماية.

### سبعينيات القرن العشرين
من أجل الحد من خطر التلوث العام وإنشاء منطقة أمنية حول المصنع بعد الاحتجاجات، أذن الكونغرس الأمريكي بشراء منطقة عازلة مساحتها 4,600 فدان (7.2 ميل مربع، 19 كيلومتر مربع) حول المصنع في عام 1972. في عام 1973، بالقرب من منطقة والنوت كريك والخزان الغربي الكبير وجدت مستويات مرتفعة من التريتيوم. حُدد أن التريتيوم انبعث من المواد الملوثة المشحونة إلى روكي فلاتس من مختبر لورانس ليفرمور الوطني. أدى اكتشاف التلوث من قبل مديرية الصحة في كولورادو إلى إجراء تحقيقات بواسطة إيه إي سي ووكالة حماية البيئة الأمريكية (إي بي إيه). ونتيجة للتحقيق، بُذلت العديد من محاولات التخفيف البيئية لمنع المزيد من التلوث. تضمن بعضها توجيه جريان مياه الصرف الصحي إلى ثلاثة سدود لفحصها قبل إطلاقها في شبكة المياه وتأسيس منشأة تناضح عكسي لتنظيف مياه الصرف الصحي.
في العام التالي، عُثر على مستويات عالية من البلوتونيوم في التربة السطحية بالقرب من الرقعة 903 المغطاة الآن. اشتُريت مساحة إضافية تبلغ 4500 فدان (18 كيلومترًا مربعًا) لتضاف للمنطقة العازلة.
حلت شركة روكويل الدولية محل شركة داو كيميكال كشركة مقاولة للموقع عام 1975. شهد هذا العام أيضًا رفع دعوى قضائية من قبل ملاك الأراضي المحليين بسبب تلوث الممتلكات المسبب من قبل المصنع.
في عام 1978، اعتقل 60 متظاهرًا ينتمون إلى قوات الحقيقة في روكي فلاتس، أو جمعية ساتياغراها للتقارب والتي مقرها بولدر في ولاية كولورادو، بتهمة التعدي على روكي فلاتس، وأُحضروا للمحاكمة أمام القاضي كيم غولدبرغر. شهد الدكتور جون كاندلر كوب، أستاذ الطب الوقائي في المركز الطبي بجامعة كولورادو، أن أكبر خطر للتلوث الإشعاعي جاء من حادثة عام 1967 إذ سربت براميل النفط التي تحتوي على البلوتونيوم 5,000 غالون أمريكي (19,000 لتر) من النفط إلى الرمال تحت البراميل، والتي نُقلت حينها عبر الرياح بعيدًا إلى مناطق مثل دنفر. قيس النشاط الإشعاعي للرمل في موقع الانسكاب عند درجة تحلل إشعاعي نحو 30 مليون دقيقة/غرام (حوالي 220 جزءًا في المليون من البلوتونيوم في الرمل بالوزن)، وهو أعلى بـ 15 مليون مرة من معيار الولاية الخاص الذي يقدر بتحللين إشعاعيين في الدقيقة. 
قام الدكتور كارل جونسون، مدير الصحة في مقاطعة جيفرسون من 1973 إلى 1981، بتوجيه العديد من الدراسات بدراسة مستويات التلوث والمخاطر الصحية التي يشكلها المصنع على الصحة العامة. بناءً على استنتاجاته، عارض جونسون تطوير الإسكان بالقرب من روكي فلاتس. ومن ثم طُرد. أكدت الدراسات اللاحقة العديد من النتائج التي توصل إليها.
في 28 أبريل 1979، بعد أسابيع قليلة من حادث جزيرة الثلاثة أميال، تجمهر ما يقرب من 15,000 متظاهر في موقع قريب. واعتلى المسرح المغنيان جاكسون براون وبوني رايت إلى جانب العديد من المتحدثين. في اليوم التالي، ألقي القبض على 286 متظاهرًا من بينهم دانيال إلسبيرغ بسبب العصيان المدني والتعدي على منشأة روكي فلاتس. 